# サイクルトレーラー

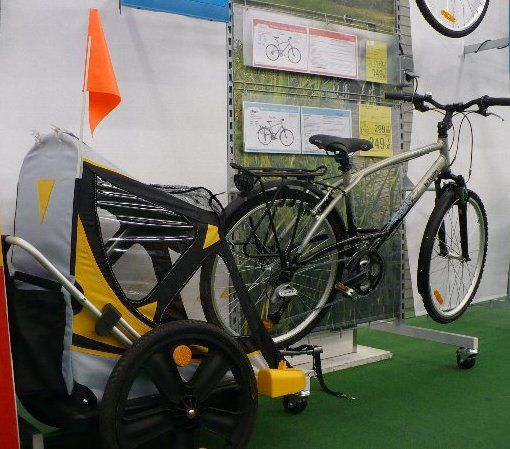
サイクルトレーラーの一例。幼児が最大2人乗車でき、安全用の旗をつけている

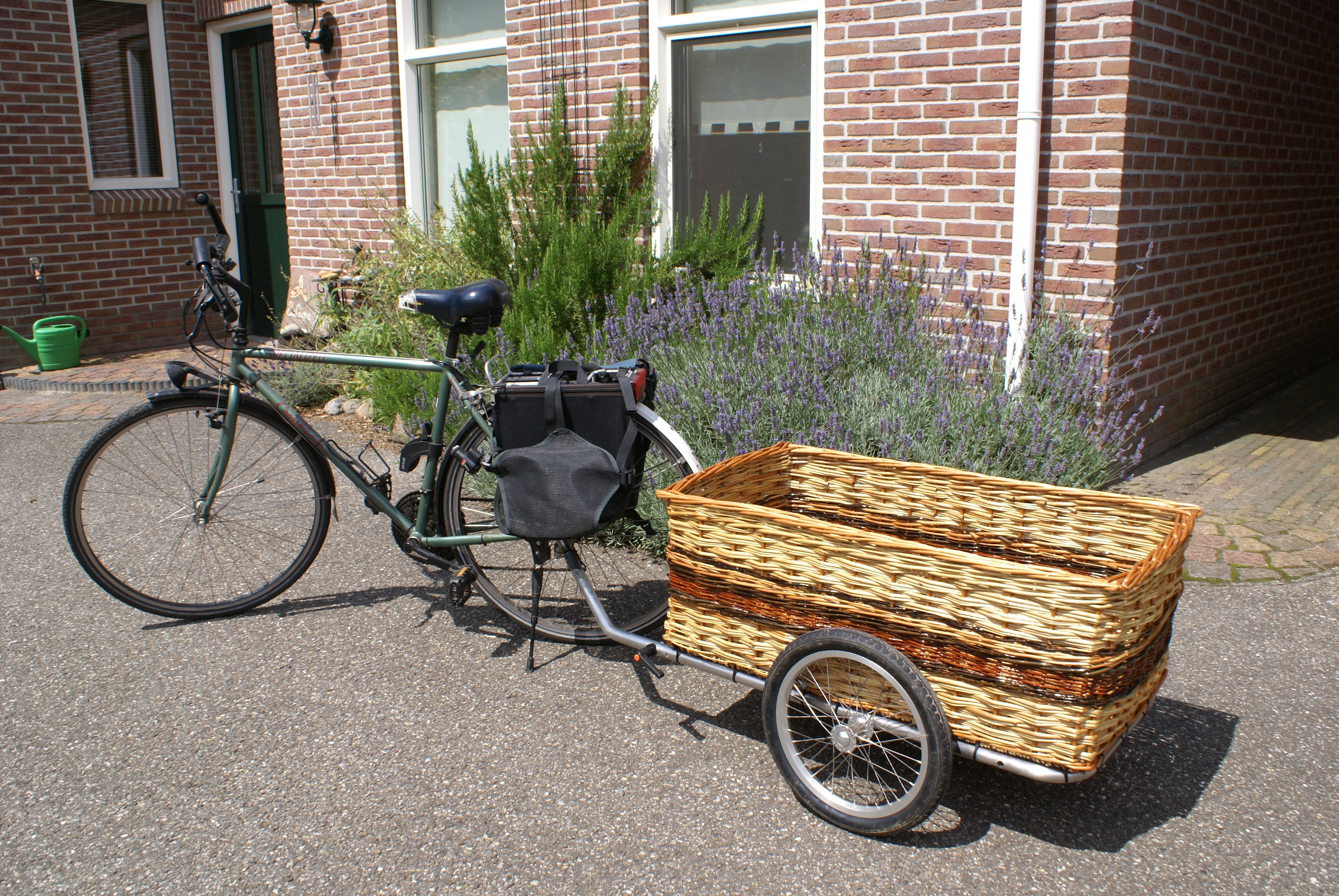
バスケット籠仕様の運搬用サイクルトレーラー

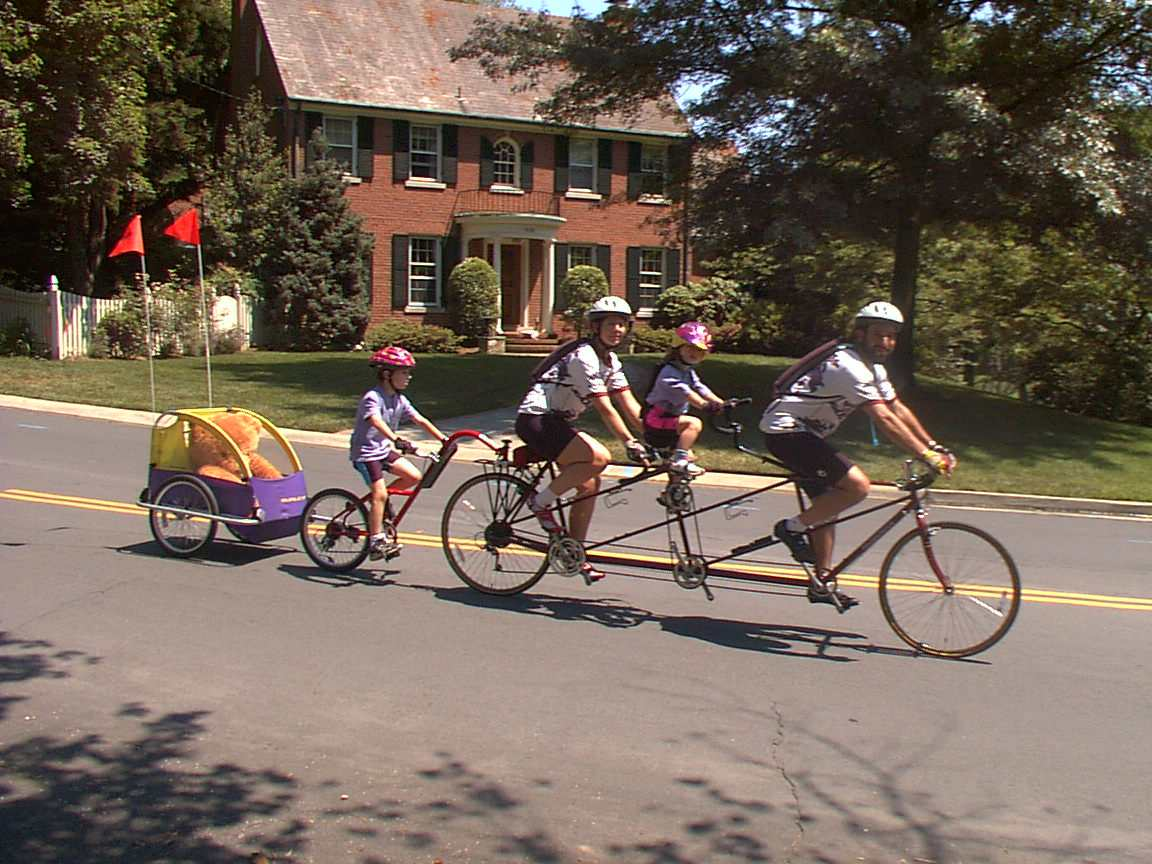
チャイルドトレーラーとトレーラーバイクを付けた三人乗りタンデム自転車

サイクルトレーラー（英: Cycle trailer）またはバイシクルトレーラー（英: Bicycle trailer）、バイクトレーラー（英: Bike trailer）とは、自転車の後方に連結し、荷物や子供を運搬する被牽引車のことである。また、被牽引車を連結した一連の自転車全体を言う場合もある。

## 定義
狭義には、自転車による牽引専用に製作された牽引車付きの自転車を言う。広義には、他の車両（特に軽車両）を牽引する自転車を言う。リヤカーを牽引する場合もサイクルトレーラーとなる。
車体の両側に2つの車輪があるものと、車体の後方に1輪があるものがある。
子供を乗せる物はチャイルドトレーラー（英: Child trailer）やキッズトレーラー（米: Kids trailer）と呼ばれる。自転車に幼児用座席を設けるよりも転倒リスクは少ないとされており、地域によっては、1 - 2人の子供を乗せたトレーラーをよく見かける。
タンデム自転車の一種として、牽引する自転車に接続して利用する「トレーラーバイク」と呼ばれるものもあり、子供が乗ってペダルで車輪を駆動するトレーラーバイクも利用されている。

## 構造

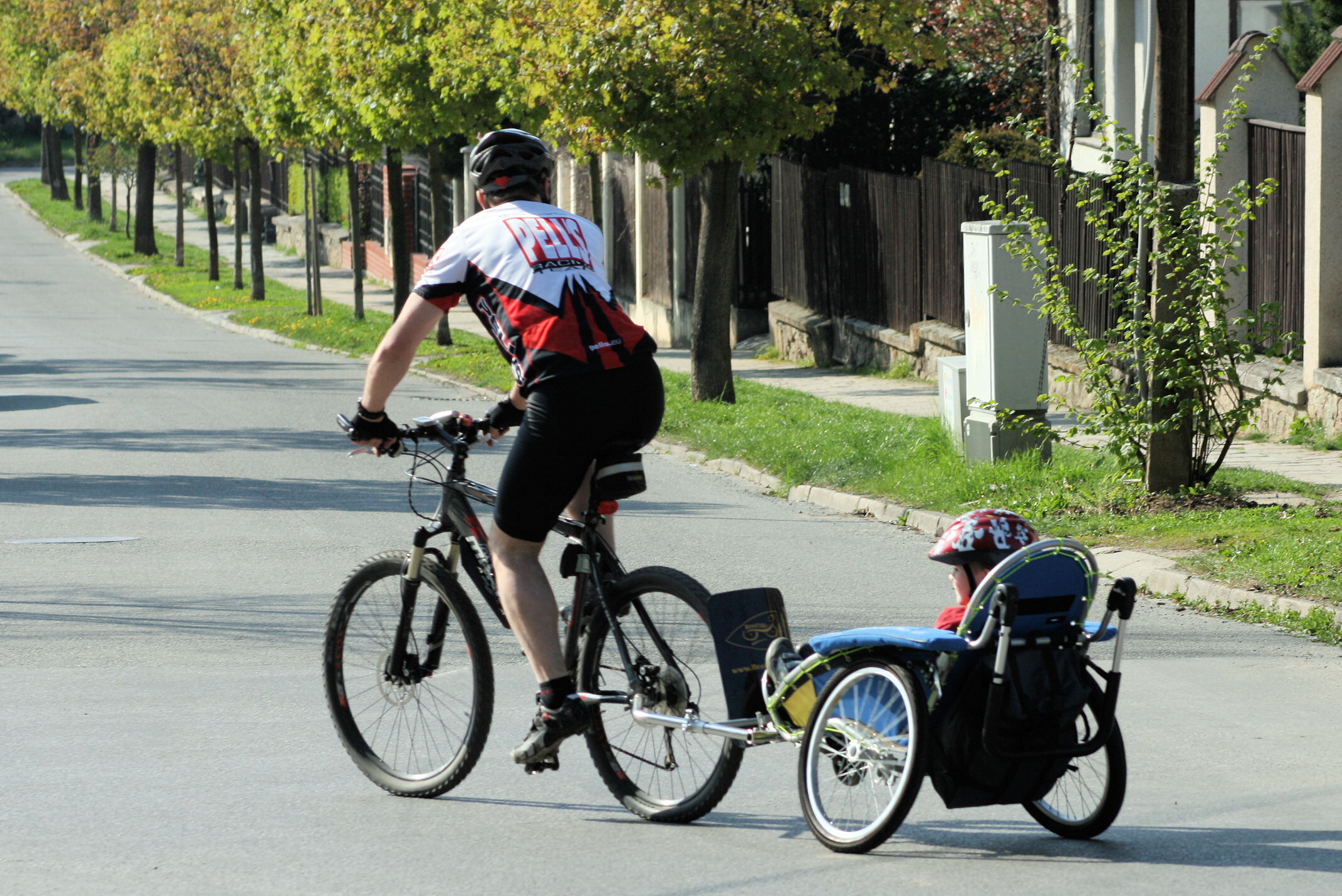
二輪トレーラー（チャイルドトレーラー）

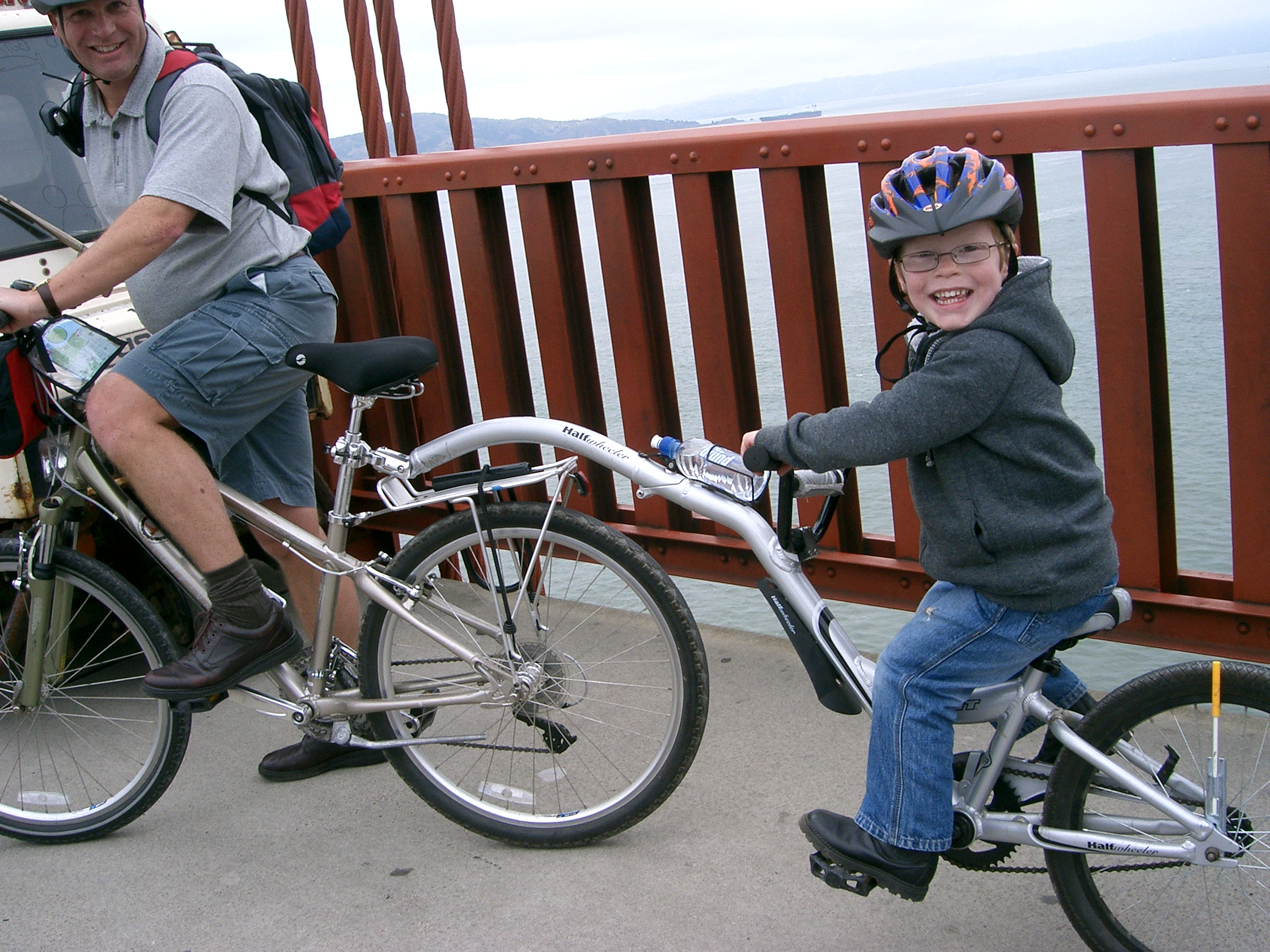
一輪トレーラー（トレーラーバイク）

自転車と同じ鋼管をフレームとして用い、子供用自転車と同等サイズの小径車輪を配置したものが多い。大きさ、重さ、デザイン面において、いわゆるリヤカーとは趣を異にするものが多い。接続方法も、リヤカーは後部キャリーやサドルのバーに接続することが多いのに対し、サイクルトレーラーは後輪ハブに取り付けることが多い。稀にサイドカー（側車）のように、自転車の横に取り付けるものもある。
2輪のものは主に自転車の後輪軸左側に連結装置を取り付け、そこに回転可能な継ぎ手を接続し、自転車の転倒時にもトレーラーへの影響が少ない構造になっている。荷台は車輪の間で、重量の8 - 9割程度がトレーラーにかかる。積載性能では勝っている。切り離し時には3輪ベビーカーになるものもある。ヨーロッパブランドの他中国や台湾ブランドも数多くあるが、ヨーロッパのブランドを含め、製品供給のほとんどが中国や台湾の製造業者から行われている。
1輪のものは主に自転車の荷台かサドルポストに連結装置を取り付ける。上下運動を受け持つ部分はハブ付近にあり、左右曲がりを受け持つ部分は自転車後輪後方にある。この一体的な構造で転倒時には一緒に転倒するため、トレーラーバイクを除いて人員を乗せるものは見あたらない。荷台は自転車の後輪とトレーラー車輪の間で、重量の5割 - 6割がトレーラーにかかる。車輪両側に振り分ける荷台になっているもの、サスペンションを備えたものもある。

## 安全装備
- トレーラーは自転車よりも高さが低いため、路上では自動車の陰に隠れてしまう。そのため、高く伸ばした3角形の旗をつけることが推奨されている。
- 連結部分が外れた場合にコントロールを失わないために、ワイヤー等で結んでいる。
- 自転車と同様、後部には反射器を設置している。
- 子供を乗せるシートにはシートベルトがあり、風雨よけ（風防・幌）は標準装備である。
- まれにブレーキを備えるものもある。

## 日本での法規制

### 道路運送車両法に基づく規制
軽車両（車両法）に基づく規制は以下のとおりである。ただし、「サイクルトレーラー」と言うだけではどの種別に該当するかが曖昧であるため法令上の扱いは一意に定まらない。さらに、車両法における定義も厳密ではない。
- サイクルトレーラーのうち、構造や形態が側車付の二輪自転車、三輪自転車、リヤカーや荷車、人力車であるものであって、かつ、乗用のもの
  - これらは、適当なブレーキを備えなければならない（人力車形態を除く）[1]。ただし、自転車本体と異なり、トラクターと連動している必要はなく、性能ほか詳細基準もない。
  - これらは、安全な乗車を確保することができ、かつ、適当な座席、警音器を備えなければならない[2]。なお、性能ほか詳細基準については、軽車両に係る「道路運送車両の保安基準の細目を定める告示」が制定されていないと推定される[2][3]。
- サイクルトレーラーのうち、上の二者以外のもの（例として、貨物用のもの全般や、構造や形態が一輪トレーラー、一輪自転車、一輪車、二輪自転車（側車付きを除く）、四輪以上の自転車であるもの）には、車両法に基づくブレーキ、座席、警音器の規制はない（交通法の規制は後述）。

### 道路交通法に基づく規制
軽車両および自転車（交通法）に基づく規制は以下のとおりである。
- サイクルトレーラー全般として、自転車単体のケースとは異なり、
  - 普通自転車には該当しないため。歩道の徐行ないし通行ができない。つまり、歩道上の自転車レーンを通行できないし、また運転者が12歳以下の子供、高齢者・障害者であったり、「車道等の状況に照らして自転車の通行の安全を確保するため、歩道を通行することがやむを得ないと認められる」場合であっても、歩道の徐行ないし通行は認められない。
  - 他の車両を牽引しているため、道路の一部に設置された自転車道（道路交通法第二条三の三項[4]）は通行できない（道路交通法第十七条三項[5]）。
    - ただし道路全体を専ら自転車あるいは自転車および歩行者の通行に供用する自転車専用道路、自転車歩行者専用道路については、道路標識の設置主体が道路管理者である場合には、通行可能である。都道府県公安委員会による設置の場合は、通行できない。

  - 歩道等のない道路や、路側帯、車道の自転車レーンについては、自転車単体の場合と同様に通行できる。
  - さらに、東京都では、そもそも交通の頻繁な道路において運転してはならない[6]。
  - 手押しによるみなし歩行者の規定も適用されないため、手押しによっても歩道、および都道府県公安委員会が設置した道路標識による自転車専用道路、自転車歩行者専用道路を通れない[7]。
- 二輪以上のペダル付きのものについては、車体装備に関する規制は自転車扱いとなるため、ブレーキ、反射器材については単体自転車と同等の性能で同等の基準により装備しなければならない[8]。
- その他の規制につき、以下は東京都の場合[9]。
  - 後部の橙色又は赤色の反射表示器材は、自転車や軽車両単体の場合と同等のものが必要。
  - サイクルトレーラーには、乗車装置に応じた人員まで乗車できる。
  - 積載重量制限については、構造及び形態がそれぞれ、積載装置付き自転車では30kg、リヤカーでは120kg、その他の荷車では450kg、大車[10]では750kg[11]。
  - いずれも、交通の頻繁な道路において運転してはならない[6]。

## その他
自動車やオートバイでのトレーラーに関しては、「ライトトレーラー」、「オートバイ用トレーラー」を参照のこと。